# Joel Bolomboy
Joel Bolomboy (ur. 28 stycznia 1994 w Doniecku) – ukraiński koszykarz występujący na pozycjach silnego skrzydłowego oraz środkowego, posiadający także rosyjskie obywatelstwo.
Urodził się w Doniecku, na Ukrainie, jako syn Kongijczyka oraz Rosjanki.
16 października został zwolniony przez Utah Jazz. 4 dni później podpisał kontrakt z Milwaukee Bucks na występy zarówno w NBA, jak i zespole G-League – Wisconsin Herd. 7 stycznia 2018 opuścił klub.
8 sierpnia 2018 został zawodnikiem CSKA Moskwa. 28 lutego 2022 opuścił klub.

## Osiągnięcia
Stan na 1 marca 2022, na podstawie, o ile nie zaznaczono inaczej.
NCAA
- Uczestnik turnieju NCAA (2014, 2016)
- Mistrz:
  - turnieju konferencji Big Sky (2014, 2016)
  - sezonu regularnego Big Sky (2014, 2016)
- Zawodnik roku konferencji Big Sky (2016)[7]
- Obrońca roku konferencji Big Sky (2014, 2016)
- Zaliczony do:
  - I składu:
    - Big Sky (2016)
    - turnieju:
      - Big Sky (2013, 2016)
      - Gulf Coast Showcase (2016)

  - II składu Big Sky (2015)
  - składu Honorable Mention:
    - All-American (2016 przez Associated Press)
    - Big Sky (2014)
- Uczestnik meczu gwiazd NCAA – Reese's College All-Star Game (2016)
- Lider:
  - wszech czasów uczelni Weber State oraz konferencji Big Sky w zbiórkach (1312)
  - uczelni Weber State w liczbie zbiórek, uzyskanych w trakcie pojedynczego sezonu (415)

Drużynowe
- Mistrz:
  - Euroligi (2019)[8]
  - Rosji/VTB (2019, 2021)

Indywidualne
- Uczestnik meczu gwiazd:
  - D-League (2017)[9]
  - VTB (2019[10], 2020[11])
- Lider D-League w zbiórkach (2017)